# Sindang Anom
Sindang Anom is een bestuurslaag in het regentschap Lampung Timur van de provincie Lampung, Indonesië. Sindang Anom telt 6278 inwoners (volkstelling 2010).